# 大三東村
大三東村（おおみさきむら）は、長崎県の島原半島にあった村。南高来郡に属した。1955年（昭和30年）に北隣の湯江村と合併し、有明村となった。
現在の島原市有明地区の南部にあたる。

## 地理
島原半島の北東部に位置する。
- 山：舞岳
- 河川：金洗川、松尾川、今茂川、江崎川、城ノ江川、徳持川、才木川、大野川

## 沿革
- 1889年（明治22年）4月1日 - 町村制施行により、大野村・三之沢村・東空閑村が合併し南高来郡大三東村が発足。
- 1913年（大正2年）5月10日 - 当村域に島原鉄道線の大三東駅が開業。
- 1931年（昭和6年）10月1日 - 当村域に島原鉄道線の松尾町駅（現・松尾駅）が開業。
- 1955年（昭和30年）4月1日 - 湯江村と合併して有明村が発足し、大三東村は自治体として消滅。

## 地名
名を行政区域とする。また、名の名称に大字（三之沢・東空閑・大野）を冠する。
なお、大三東村では名の名称を十干に置き換えて表記する。
大字三之沢（みつのさわ）
- 甲 ／ 松崎名
- 乙 ／ 小原名（おばる）

大字東空閑（ひがしこが）
- 丙 ／ 浜口名
- 丁 ／ 苅木名

大字大野
- 戊 ／ 大野名[2]

## 交通

### 鉄道
島原鉄道
- 島原鉄道線

（湯江村） - 大三東駅 - 松尾町駅 - （三会村）

## 大三東村出身の著名人
- 仲町貞子（画家）